# Новак Демоњић Озренски
Новак Демоњић (Лозна код Бановића, 19. фебруар 1966) српски је академски сликар, професор сликарства и цртања Академије умјетности Универзитета у Бањој Луци, члан Удружења ликовних уметника Србије и графички дизајнер.

## Биографија
Новак Демоњић је студиј сликарства завршио на Академији ликовних умјетности Универзитета у Сарајеву 1991. године. Постдипломске студије завршио је на сликарском одсеку Факултета ликовних уметности Универзитета уметности у Београду 1994. године. Запослен је на Академији умјетности у Бањој Луци од њеног оснивања 1998. године. Тренутно је у звању ванредног професора за предмет Сликање и цртање. Реализовао је преко двадесет самосталних изложби
Члан је Удружења ликовних уметника Србије од 1996. године.
Активно се бави графичким дизајном, аутор је више од шездесет визуелних идентитета фирми, организација и манифестација и графички је обликовао десетине књига. Освојио је две прве награде на конкурсима за графички знак (Општина Шавник, Фирма Beman, Београд). Знакове је објављивао у часопису Квадрат, а са тридесетак графичких знакова је заступљен у више издања монографије Знаковито.
Бави се ликовном есејистиком.
Објавио је три књиге поезије.
Живи у Београду.

## Изложбе и Библиографија

### Самосталне изложбе
- Слике, Kamerni teatar 55, Sarajevo, 1991.
- Слике, Galerija Zvono, Sarajevo, 1991.
- Сјећања далека која… (Слике), Dom mladih, Sarajevo, 1992.
- Слике, Galerija Plavi jahač, Beograd, 1992.
- Небески добошар, слике и цртежи, Галерија Библиотеке Града Београда, 1993.
- Магистарска изложба, Галерија ФЛУ, Београд, 1994.
- Химна међу рушевинама, слике, Галерија Библиотеке Града Београда, 1995.
- Слике, Галерија Миленко Атанацковић, Бијељина, 1996.
- Слике, Галерија ликовних умјетности Републике Српске, Бања Лука, 1996.
- Слике, Галерија Дома културе Лакташи, 1996.
- Слике, Галерија Центра за културу и образовање, Добој, 1996.
- Слике, Мали салон Народног музеја, Крагујевац, 1998.
- Сунце, хладно ми је, слике и цртежи, Завичајни музеј, Приједор, 1999.
- (koncept), Завичајни музеј Приједор, 1999.
- Слике, Музеј Војводине, Нови Сад, 2000.
- Знак, Галерија Дома Василије Острошки, Никшић, 2003.
- Портрети, Галерија Библиотеке Града Београда, 2003.
- Горски вијенац, слике, Gallery, Приједор, 2003.
- Окупација 24 слике, Центар за културу и образовање, Добој, 2010.
- Радови на путу, изложба слика, Галерија савремене уметности, Смедерево, 2012.
- Слике, Музеј Јадра, Лозница, 2013.
- Знаковник, графички знакови, Галерија народне библиотеке, Петрово, 2013.
- И би свјетлост, Галерија Стара капетанија, Земун, 2016.
- И би свјетлост, Галерија Центра за културу, Деспотовац, 2016.
- И би свјетлост, Галерија Центра за културу, Јагодина, 2016.
- Стиховања, Галерија Ђура Јакшић, Филолошки факултет, Бањалука, 2017.
- Значи…, (графички знак), Галерија СКЦ, Нови Београд, 2018.

### Визуелни идентитети
- , Теслић
- Свет књиге, Београд
- Завичајни музеј, Нови Град
- , Београд
- Геопут, Београд
- Центар за културу и образовање, Добој
- Општина Шавник, грб
- Гимназија Бања Лука
- , Земун
- Центар за културу и образовање, Добој
- , Бања Лука
- АНУРС
- Културни Центар Василије Острошки, Никшић
- Филолошки факултет, Бања Лука
- Рам, Никшић
- , Београд
- Жељезнице Републике Српске, Добој

### Поезија
- Без икога, Свет књиге, Београд, 1996.
- Бдијем ноћу, Ars Libri, Београд, 1997.